# Ängel i New York
Ängel i New York (engelska: Noel) är en amerikansk dramafilm från 2004 i regi av Chazz Palminteri. I huvudrollerna ses Penélope Cruz, Susan Sarandon, Paul Walker, Alan Arkin, Daniel Sunjata och Robin Williams (icke krediterad).

## Rollista i urval
- Susan Sarandon – Rose Collins
- Penélope Cruz – Nina Vasquez
- Paul Walker – Michael "Mike" Riley
- Alan Arkin – Artie Venizelos
- Marcus Thomas – Jules
- Chazz Palminteri – Arizona
- Robin Williams – Charles "Charlie" Boyd
- Sonny Marinelli – Dennis
- Daniel Sunjata – Marco
- Rob Daly – Paul
- John Doman – Dr. Baron
- Billy Porter – Randy
- Carmen Ejogo – Dr. Batiste
- Donna Hanover – Debbie Carmichael
- Merwin Mondesir – Glenn